# Реймонд (Небраска)
Реймонд (англ. Raymond) — селище (англ. village) в США, в окрузі Ланкастер штату Небраска. Населення — 159 осіб (2020).

## Географія
Реймонд розташований за координатами 40°57′25″ пн. ш. 96°46′53″ зх. д. / 40.95694° пн. ш. 96.78139° зх. д. (40.956822, -96.781452).  За даними Бюро перепису населення США в 2010 році селище мало площу 0,34 км², уся площа — суходіл.

## Демографія
Згідно з переписом 2010 року, у селищі мешкало 167 осіб у 71 домогосподарстві у складі 45 родин. Густота населення становила 490 осіб/км².  Було 76 помешкань (223/км²).
Расовий склад населення:
| - 95,8 % — білих - 1,2 % — азіатів - 0,6 % — чорних або афроамериканців |

До двох чи більше рас належало 2,4 %. Частка іспаномовних становила 0,0 % від усіх жителів.
За віковим діапазоном населення розподілялося таким чином: 21,6 % — особи молодші 18 років, 70,0 % — особи у віці 18—64 років, 8,4 % — особи у віці 65 років та старші. Медіана віку мешканця становила 45,2 року. На 100 осіб жіночої статі у селищі припадало 119,7 чоловіків;  на 100 жінок у віці від 18 років та старших — 114,8 чоловіків також старших 18 років.
Середній дохід на одне домашнє господарство  становив 73 170 доларів США (медіана — 57 083), а середній дохід на одну сім'ю — 92 400 доларів (медіана — 82 500). За межею бідності перебувало 5,0 % осіб, у тому числі 0,0 % дітей у віці до 18 років та 15,4 % осіб у віці 65 років та старших.
Цивільне працевлаштоване населення становило 97 осіб. Основні галузі зайнятості: освіта, охорона здоров'я та соціальна допомога — 19,6 %, роздрібна торгівля — 17,5 %, будівництво — 15,5 %.